# エカテリーナ・リュブシュキナ
エカテリーナ・リュブシュキナ（ロシア語: Екатерина Валерьевна Любушкина, ラテン文字転写: Ekaterina Valer'evna Lyubushkina, 1990年1月2日 - ）は、ロシアの女子バレーボール選手。ポジションはミドルブロッカー。ロシア代表。

## 来歴

### クラブチーム
ヴォルゴグラード出身。2007年、ザレチエ・オジンツォボに入団。6年間在籍し2007/08、2009/10シーズンのロシアスーパーリーグで優勝、2008/09シーズンのリーグで準優勝した。2013/14シーズンはFakel Novy Urengoyでプレーした。2014年10月、イタリアセリエA1のFVブスト・アルシーツィオへの移籍が発表され、2014/15シーズンのセリエA1リーグに出場、欧州チャンピオンズリーグで銀メダルを獲得した。2015年7月、ディナモ・モスクワへの移籍が発表され、2015/16～2018/19シーズンのロシアスーパーリーグでは4連覇を果たした。1年のブランクを経て、2021/22シーズンに復帰し1年間プレーした。2022/23シーズンはTulitsa Tulaでプレーした。2023年6月、ロコモティブ・カリーニングラードへの移籍が発表され、ロシアスーパーリーグでは準優勝した。

### 代表チーム
アンダーカテゴリーの代表として2007年にメキシコで開催された世界ジュニア選手権で銅メダルを獲得すると、2008年の欧州ジュニア選手権では銀メダルを獲得し、自身もベストサーバー賞を受賞した。2010年、シニア代表に初選出され、同年のエリツィン大統領杯に出場した。2015年に代表復帰すると同年7月のワールドグランプリで銀メダルを獲得した。同年8-9月のワールドカップ、10月の欧州選手権に出場した。2018年、ネーションズリーグ、世界選手権に出場した。

## 球歴
- 世界選手権 - 2018年
- ワールドカップ - 2015年
- ワールドグランプリ - 2015年、2016年
- ネーションズリーグ - 2018年
- 欧州選手権 - 2015年

## 受賞歴
- 2008年 欧州ジュニア選手権 ベストサーバー賞

## 所属クラブ
- ザレチエ・オジンツォボ（2007-2013年）
- Fakel Novy Ourengoï（2013-2014年）
- FVブスト・アルシーツィオ（2014-2015年）
- ディナモ モスクワ（2015-2020、2021-2022年）
- Tulitsa Tula（2022-2023年）
- ロコモティブ・カリーニングラード（2023年-）